# Hydrillodes morosa
Hydrillodes morosa là một loài bướm đêm trong họ Noctuidae.